# Beslan
Beslan (em russo:  Бесла́н, transl. Beslán; em osseta:  Беслӕн, Beslæn, ouçaⓘ) é uma cidade da Federação Russa, centro administrativo do distrito de Pravoberejny da República da Ossétia do Norte-Alânia, localizada a cerca de 29 quilômetros ao norte da capital daquela república, Vladikavkaz, próximo à fronteira com a República da Inguchétia. De acordo com o censo russo de 2010, sua população era de 36.728 habitantes, fazendo dela a terceira maior cidade da república, depois de Vladikavkaz e de Mozdok.

## História
Beslan foi fundada em 1847 por migrantes de outras regiões da Ossétia, e recebeu o nome não-oficial de Beslanykau ("povoado de Beslan"), como homenagem a uma autoridade local, Beslan Tulatov. Oficialmente, no entanto, a cidade era referida pelo nome derivado de seu sobrenome, Tulatovo ou Tulatovskoye. Foi renomeada de Iriston (literalmente "Ossétia") em 1941. Em 1950, depois de um período de rápida industrialização, passou a ser chamada de Beslan. 

### Massacre da escola de Beslan
Em 1 de setembro de 2004, a Escola Secundária nº 1 de Beslan foi tomada por um grupo de pelo menos trinta e dois terroristas islâmicos veteranos da Segunda Guerra Chechena. O sítio que se seguiu à tomada da escola terminou em 3 de setembro, com um tiroteio sangrento entre os terroristas e as forças de segurança russas. De acordo com dados oficiais, 333 pessoas foram mortas, das quais 186 eram crianças, e centenas ficaram feridas. Apenas um dos sequestradores sobreviveu, e foi julgado e condenado à prisão.

## Status administrativo e municipal
Dentro da estrutura de divisões administrativas da Federação Russa, Beslan serve como centro administrativo do distrito de Pravoberejny. Enquanto divisão administrativa, faz parte do próprio distrito como Cidade sob Jurisdicação Distrital de Beslan. Enquanto divisão municipal, a Cidade sob Jurisdição Distrital de Beslan está incorporada ao Distrito Municipal de Pravoberejny como Povoado Urbano de Beslanskoye.

## Economia e transporte
Beslan é um importante centro ferroviário, situado na principal ferrovia entre Rostov-on-Don e Baku, e é o ponto de partida de uma linha que chega até Vladikavkaz. É uma cidade industrial-agricultural, dominada por uma grande usina de processamento de milho construída na década de 1940.
A cidade é servida pelo Aeroporto de Beslan.

## Demografia
Em 2002, a composição étnica da cidade era a seguinte:
- Ossetas: 81,8%
- Russos: 13,5%

## Educação
Uma das escolas de Beslan é a Escola Ivan e Konstantin Kanidis, dedicada em 2010 ao professor Ivan (Yanis) Kanidis e seu filho; o professor morreu durante o cerco à escola de Beslan, em 2004, na Escola nº 1. Os governos da Grécia e Noruega forneceram 2,5 milhões de euros, através do Programa de Desenvolvimento da Organização das Nações Unidas, para construir a escola. Seu programa atlético é especializado em futebol.
Outra escola, localizada na rua Kominterna, substituiu a Escola nº 1, que foi fechada depois da crise de reféns. As autoridades preferiram não dar qualquer número à escola substituta. Imediatamente após o fechamento da Escola nº 1, as aulas para as crianças que a frequentavam passaram a ser lecionadas na Escola nº 6.